# Libertaskonvojen

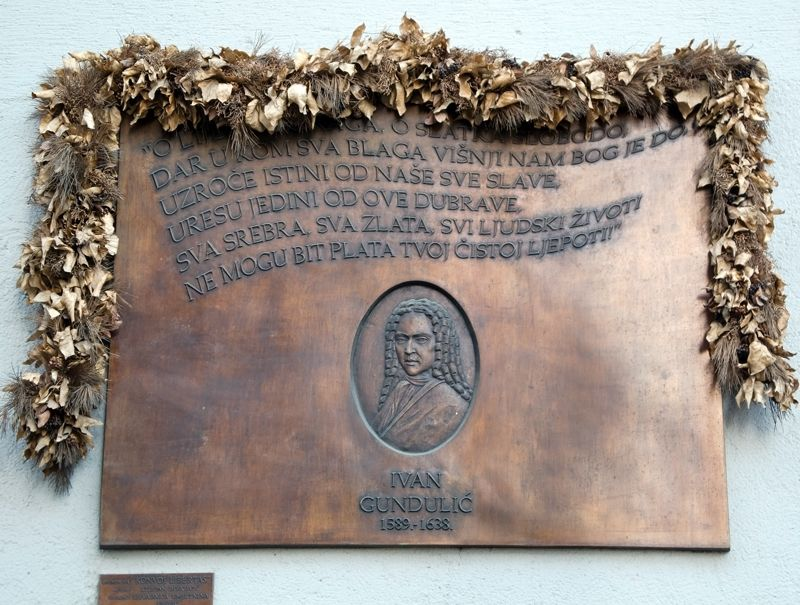
Minnestavla för Libertaskonvojen med strofer från Frihetshymnen vid Ivan Gundulićs gata 7 i Zagreb.

Libertaskonvojen (kroatiska: Konvoj Libertas) var en kroatisk konvoj och biståndskmapanj under det kroatiska självständighetskriget och belägringen av Dubrovnik år 1991. Aktionen föranledes av att den dåvarande jugoslaviska marinen i samband med Kroatiens självständighetsförklaring från Jugoslavien samma år inlett en sjöblockad mot hamnstaden Dubrovnik i den sydligaste delen av landet. Konvojens syfte var att frambringa förnödenheter till Dubrovniks invånare som i samband med belägringen stod utan el och tillgång på färskt dricksvatten och på grund av den uppkomna situationen led nöd på livsmedel och mediciner. Konvojens namn 'Libertas' anspelar det latinska ordet för frihet och tillika staden Dubrovniks historiska motto.

## Bakgrund och beskrivning
Den 1 oktober 1991 inledde den jugoslaviska armén, då bestående av serbiska och montenegrinska enheter, ett angrepp mot Dubrovnik med syfte att erövra staden och dess omgivningar för att annektera det till Serbien och Montenegro. I samband med belägringen skars staden av från resten av Kroatien och omkring 50 000 personer, både lokalinvånare och människor från Dubrovniks omgivningar som sökt skydd i staden, stod snart utan viktiga förnödenheter.
I oktober 1991 initierade Sankt Blasius fond för Dubrovniks räddning, Kroatiska författarföreningen och Matica hrvatska en biståndskampanj med syfte att häva Dubrovniks blockering. Tanken med aktionen var att samla så många fartyg och båtar som möjligt för att kunna frambringa förnödenheter till människorna i staden. Kampanjen uppkallades Libertaskonvojen och hamnstaden Rijeka blev dess logistiska centrum.
Den 28 oktober 1991 avgick Jadrolinijas färja Slavija från Rijekas hamn mot Dubrovnik. Den 29 oktober 1991 anslöt det dåvarande Jugoslaviens siste president, kroaten Stjepan Mesić samt Kroatiens premiärminister Franjo Gregurić och flera kulturpersonligheter konvojen i Split. Flera mindre fartyg, däribland trålare, turist-, bogser- och segelbåtar, anslöt spontant längs med färden mot Dubrovnik. När den efter midnatt den 30 oktober nått Korčula fanns det trettiotalet båtar i konvojen. Den fortsatta färden mot Dubrovnik avlöpte utan hinder fram till Elafitöarna där konvojen stoppades av den jugoslaviska marinen. Den jugoslaviska marinen insisterade på att fartyget Slavija skulle lägga an i den montenegrinska hamnen Zelenik och att övriga båtar skulle återvända. Efter långdragna förhandlingar och sedan konvojens båtar genomsökts av den jugoslaviska marinen tilläts den fortsätta sin resa mot Dubrovnik. Den 31 oktober 1991 nådde konvojen Gružhamnen i Dubrovnik där den möttes av omkring 1 000 människor som kunde ta del av de förnödenheter som samlats ihop för deras räkning.

## Eftermäle
Libertaskovojen var primärt en humanitär aktion men lämnade även avtryck på politiken. I konvojen fanns journalister som dokumenterade och förmedlade den humanitära nöd som uppstått i Dubrovnik i samband med stadens belägring. Inrikespolitiskt förmedlade den en bild av solidaritet och samförstånd.